# Neastacilla pallidocula
Neastacilla pallidocula là một loài chân đều trong họ Arcturidae. Loài này được Kussakin & Vasina miêu tả khoa học năm 1990.